# ディッキンソン (ノースダコタ州)
ディッキンソン（Dickinson）は、アメリカ合衆国ノースダコタ州南西部に位置する都市。州都ビスマークから西へ約160km、モンタナ州との州境からは東へ約100kmに位置する。ノースダコタ州の石油ブームによって2010年代に急成長を遂げた都市の1つであり、2020年国勢調査時点での人口は25,679人で、2010年時点の17,787人から44.37%増加している。ディッキンソンに郡庁を置くスターク郡、およびその西に隣接するビリングス郡の2郡から成る小都市圏は34,591人（2020年国勢調査）の人口を抱えている。ノースダコタ州南西部においては最大の都市であり、またディッキンソン州立大学やディッキンソン博物館センター、ウクライナ文化研究所を有する、地域の教育や文化の中心でもある。また、ディッキンソンは西約60kmにあるセオドア・ルーズベルト国立公園観光の拠点でもある。

## 歴史

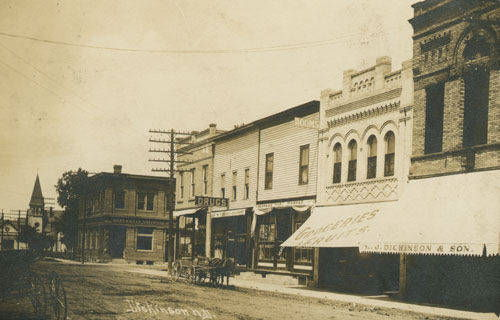
ディッキンソン中心部（1900年代）

今日のディッキンソン市があるこの一帯は、ヨーロッパ人の入植以前にはネイティブ・アメリカンのダコタ族・ラコタ族（スー族）、およびマンダン族の狩場であった。やがて19世紀も中盤を過ぎると、この一帯にも白人が入り込んできた。1862年にミネソタ州で起きたダコタ戦争の後、ダコタ族を追って（この地のダコタ族は当該戦争とは関わりが無かったにもかかわらず）、1864年に陸軍の将軍アルフレッド・サリーがこの地にやってきた。
1870年代に入ると、ノーザン・パシフィック鉄道が、ミネソタ州ダルースとワシントン準州のピュージェット湾岸とを結ぶ鉄道のルート候補として、この地を測量した。1881年に鉄道が開通すると、ファーゴとモンタナ準州ビリングスとのちょうど中間点という戦略的な位置にあったこの地に駅が置かれ、鉄道駅から北へと延びるシムズ・ストリートと、鉄道路線に沿って東西に通るビラード・ストリートの2本の通りが敷かれ、この2本を中心としたＴ字型の町が区画された。この町は当初プレザントバレー（Pleasant Valley）と呼ばれたが、ノーザン・パシフィック鉄道の代理人として、沿線の土地開発を務めていた実業家ウェルズ・S・ディッキンソンの名を取って、ディッキンソンと名付けられた。翌1882年の夏には、ウェルズ・S・ディッキンソンは鉄道線路に隣接した土地を購入し、そこに町を区画した。そのさらに翌年、1883年には、モートン郡から分離する形でスターク郡が創設され、ディッキンソンにその郡庁が置かれた。郡庁舎はその3年後、1886年に完成した。
初期のディッキンソンはバッファロー狩りの拠点であった。また、1880年代には、この地でメドラ・アンド・ブラックヒルズ馬車急行が運行されていた。ディッキンソンの西郊に妻の名を関したメドラという町を創設した、フランスの貴族出身のマルキ・ド・モレスは、そこで精肉工場をはじめとした様々な事業を興した。やがて、この地を含むダコタ準州西部は急成長を遂げた。ディッキンソンにおいても、農業や商業が発展した。
1889年にノースダコタ州とサウスダコタ州に分割する形でダコタ準州が州昇格を果たした後は、ディッキンソンはノースダコタ州南西部となったこの地域の教育の中心地にもなった。1894年には、ディッキンソンの公立学校が初めての卒業生を出した。そこから四半世紀経った1918年には、この地域の若者を教育すべく、ノースダコタ州議会がディッキンソンに師範学校（現ディッキンソン州立大学）を設置した。

## 地理
ディッキンソンは北緯46度52分45秒 西経102度47分23秒 / 北緯46.87917度 西経102.78972度に位置している。市はノースダコタ州南西部にあり、モンタナ州との州境からは東へ約100km、州都ビスマークからは西へ約160kmである。また、前述の通りファーゴとモンタナ州ビリングスとのちょうど中間点にあり、そのいずれからも約450kmである。
アメリカ合衆国国勢調査局によると、ディッキンソン市は総面積36.79km2（14.20mi2）である。そのうち36.61km2（14.14mi2）が陸地で0.18km2（0.07mi2）が水域である。総面積の0.60%が水域となっている。市中心部の標高は736mである。

### 気候
グレートプレーンズ上に立地し、山岳と大洋のどちらからも離れたディッキンソンの気候は大陸性かつ乾燥性で、乾燥帯にしては降雨が多く、日中は暑くなるが夜になると「涼しい」を通り越し冷え込む夏と、降雪はあるものの乾燥が強く、特に夜間の寒さが厳しい冬に特徴付けられる。最も暑い7月の最高気温の平均は約29℃に達するが、最低気温は平均13℃まで下がり、平均気温は約21℃である。最も寒い1月の平均気温は氷点下9℃、最低気温の平均は氷点下14℃まで下がり、最高気温でもその平均は氷点下3℃程度である。降水量は夏季の5月から7月にかけて多く、月間60-80mm程度、逆に冬季の11月から3月にかけては少なく、月間5-18mm程度、その他の月は月間30-40mm程度である。また、冬季および春先、11月から4月にかけては月間12-15cm程度の降雪が見られる。年間降水量は400mm弱、年間降雪量は90cm強である。ケッペンの気候区分では、ディッキンソンは冬季乾燥/夏雨・低温型のステップ気候（BSk）と亜寒帯冬季少雨気候（Dwb）との境界線上である（下表に示す年平均気温および降水パターンから算出される乾燥限界は年降水量398mm）。アメリカ合衆国農務省によるハーディネスゾーンは4aである。
|               | 1月  | 2月  | 3月  | 4月  | 5月  | 6月  | 7月  | 8月  | 9月  | 10月 | 11月 | 12月 | 年    |
| ------------- | ---- | ---- | ---- | ---- | ---- | ---- | ---- | ---- | ---- | ---- | ---- | ---- | ----- |
| 平均気温（℃） | -8.7 | -6.4 | -1.1 | 5.7  | 11.7 | 16.8 | 20.7 | 20.2 | 14.0 | 6.6  | -1.4 | -7.8 | 5.9   |
| 降水量（mm）  | 7.6  | 7.6  | 17.8 | 38.1 | 58.4 | 81.3 | 61.0 | 38.1 | 38.1 | 30.5 | 12.7 | 5.1  | 396.3 |
| 降雪量（cm）  | 15.2 | 12.7 | 14.2 | 15.0 | 1.3  | -    | -    | -    | 1.3  | 4.1  | 14.7 | 11.7 | 90.2  |

### 都市概観

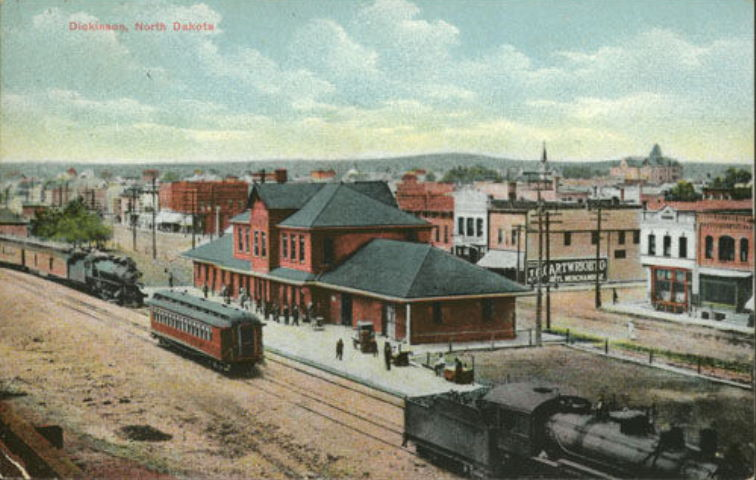
ノーザン・パシフィック鉄道のディッキンソン駅（1910年）

ディッキンソンの街路は整然と区画されているが、BNSF鉄道（旧ノーザン・パシフィック鉄道）の線路によって市街地が分断されており、その北側と南側では基準となる通りも異なっている。中心業務地区は線路の北側に形成されており、歴史的経緯もあって、東西に通る基準となる通りは線路のすぐ北側を通るビラード・ストリート、南北に通る基準となる通りは旧ノーザン・パシフィック鉄道駅から北へ伸びるシムズ・ストリートとなっている。東西に通る通りは「ストリート」と呼ばれ、シムズ・ストリートを境に東（E）と西（W）に分かれ、北に行くほど（つまり、線路およびビラード・ストリートから離れるほど）大きくなる数字がついている。一方、南北に通る通りは、シムズ・ストリートを除き「アベニュー」と呼ばれ、シムズ・ストリートから離れるほど大きくなる数字がついており、「1stアベニューE」「2ndアベニューW」のように、その後ろにEないしWをつけることで、シムズ・ストリートの東側/西側を区別している。なお、現在のディッキンソンにおいて、南北に通る通りで最も広いものは、シムズ・ストリートではなく、その3ブロック西を通る、州道22号線にも指定されている3rdアベニューWである。
一方、線路の南側では住宅地が広がっており、線路をまたぐ州道22号線がサウス・メイン・ストリートと名を変えて、南北に通る基準の通りとなっている。東西に通る通りはやはり「ストリート」と呼ばれ、サウス・メイン・ストリートを境にサウスイースト（SE）とサウスウェスト（SW）に分かれ、線路に最も近いところを通るブロードウェイ・ストリートを基準として、南に行くほど（つまり、ブロードウェイ・ストリートから離れるほど）大きくなる数字がついている。南北に通る通りは、サウス・メイン・ストリートを除いてやはり「アベニュー」と呼ばれ、サウス・メイン・ストリートから離れるほど大きくなる数字がついており、「1stアベニューSE」「2ndアベニューSW」のように、その後ろにSEないしSWをつけることで、サウス・メイン・ストリートの東側/西側を区別している。

### 等時帯
ディッキンソンはノースダコタ州の中でも、山岳部標準時/夏時間を用いている地域に含まれている。そのため、中部標準時/夏時間を用いている州内他地域、東部のファーゴやグランドフォークス、中部のビスマークやマイノットはもとより、経度上はディッキンソンよりも西に位置する、州北西部のウィリストンよりも1時間遅い。

## 政治

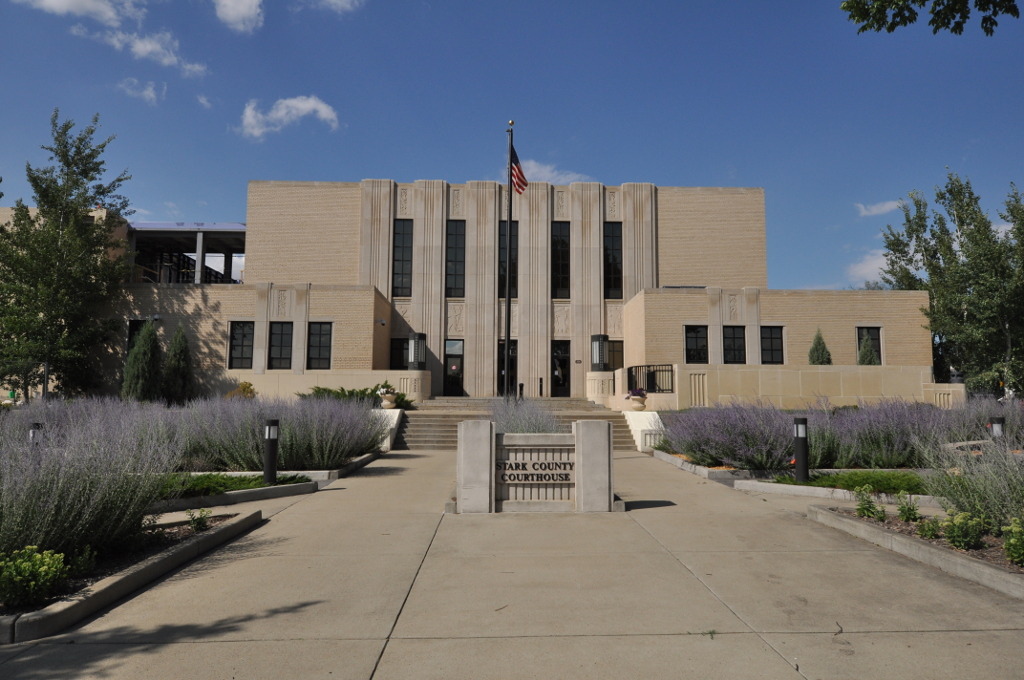
スターク郡庁舎

ディッキンソンは委員会制を採っているが、事実上はシティー・マネージャー制になっている。かつては委員が「ポートフォリオ」と呼ばれる、市政府の複数の局を統括する制度を採っていたが、シティー・アドミニストレーターが創設された後は、ポートフォリオを廃止した。シティー・アドミニストレーターは1996年に創設された役職で、シティー・マネージャー制におけるシティー・マネージャーと同様に、市の行政実務の最高責任者として、市の財政と人事を指揮し、市政府各局を統括し、その日常業務を監督する。加えて、シティー・アドミニストレーターは州法および市条例に定められるところの市監査役としての権限も有し、責任を負っている。
委員会は議長となる市長を含めて5人の委員から成っている。5人の委員全員が全市から選出され、その任期は4年で、2年ごとに半数にあたる2人もしくは3人を改選する。
2022年1月24日、ディッキンソン市庁舎は中心部の1stストリート・ウェスト38番地に移転した。

## 交通
ディッキンソンの玄関口となる空港は市中心部の南約9km、州道22号線沿いに立地するディッキンソン・セオドア・ルーズベルト地域空港（IATA: DIK）である。同空港にはユナイテッド航空のデンバー便が1日2便発着する。

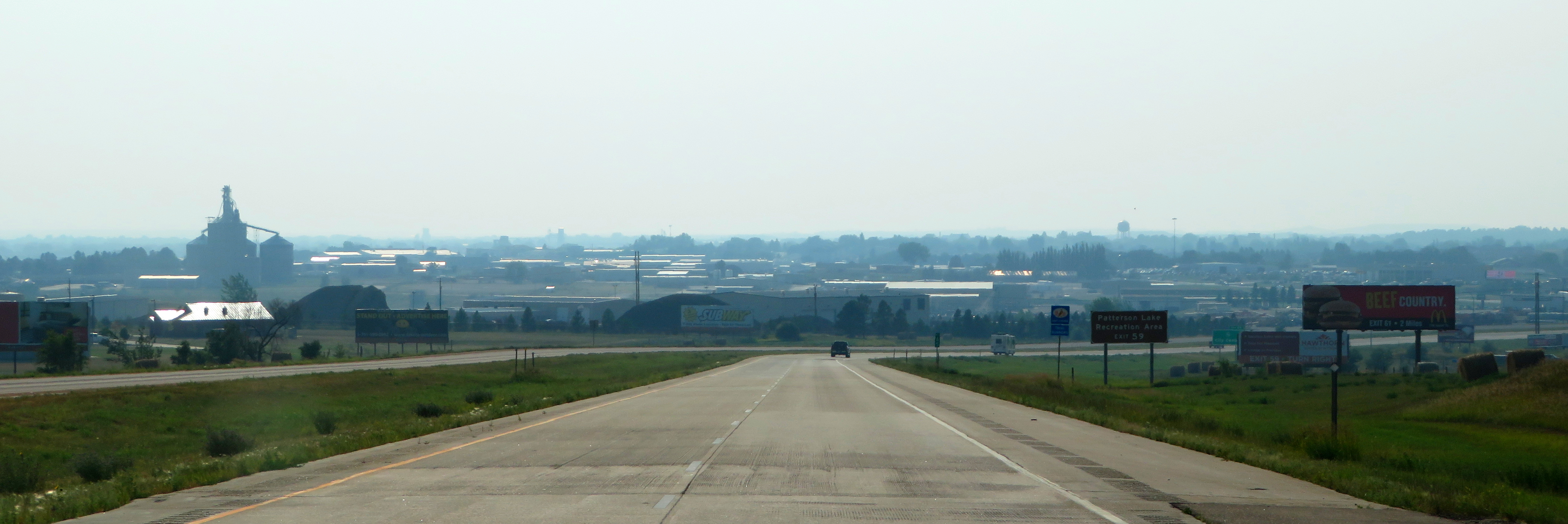
ディッキンソン市内を通るI-94

州間高速道路94号線は市中心部の北を東西に通っており、市域内に59番、61番、および64番の3つの出入口が設けられている。I-94はアメリカ合衆国本土最北部を横断する高速道路で、ノースダコタ州内においては中央部を横断し、ディッキンソンから東へは州都ビスマークやファーゴを通ってミネアポリス方面へ、また西へはセオドア・ルーズベルト国立公園の南側を通り、モンタナ州に入ってビリングスへと至る。ディッキンソン市内では、59番と64番の出入口で接続し、市中心部において東西に通るメインの通りであるビラード・ストリートが、このI-94の通勤別線に指定されている。
市の東端、I-94の64番出入口の近くには、グレイハウンドと提携しているジェファーソン・ラインズのバスストップがある。このバスストップには、ビスマーク・ファーゴ・ミネアポリス方面やビリングス方面へのバスが停車する。

## 教育

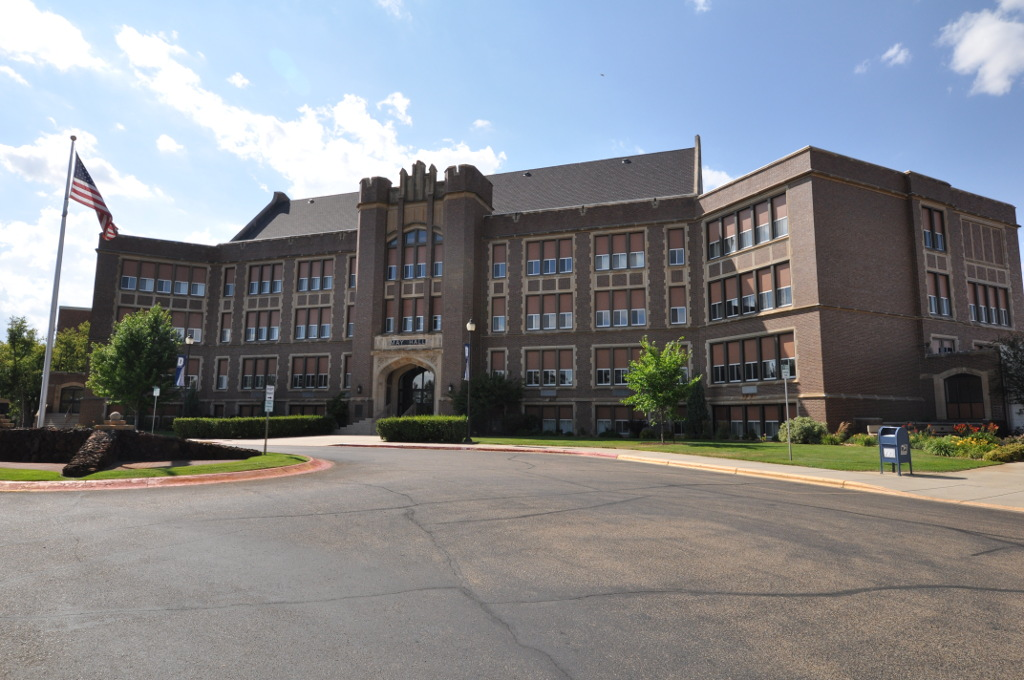
ディッキンソン州立大学

ディッキンソン州立大学は市中心部のすぐ北西に132エーカー（534,000m2）のキャンパスを構えている。同学は1918年にディッキンソン州立師範学校として創立し、初期は特にノースダコタ州西部の農村部における教員の養成に寄与してきた。現在では、同学はノースダコタ大学システムを構成する地域密着型の州立総合大学として、9学部を有し、修士、学士、短期大学士の学位や、履修証明を授与するプログラムを提供している。同学は州立総合大学としては小規模で、学生数は約1,400人、学生対教授の人数比は13:1で、7割以上の講義は20人以下の学生数で行われている。
ディッキンソンにおけるK-12課程は主にディッキンソン公立学区の管轄下にある公立学校によって支えられている。同学区は小学校（幼稚園・1-5年生）6校、中学校（6-8年生）1校（ディッキンソン中学校）、高校（9-12年生）1校（ディッキンソン高校）、およびオルタナティブ教育校1校を有し、約4,100人の児童・生徒を抱えている。これら公立学校のほか、ディッキンソンにはカトリックのビスマーク司教区の管轄下にある小中高一貫のトリニティ・カトリック学校、および地元の福音主義聖書教会の小中高一貫校、ホープ・クリスチャン・アカデミーという、2校の私立学校も置かれている。

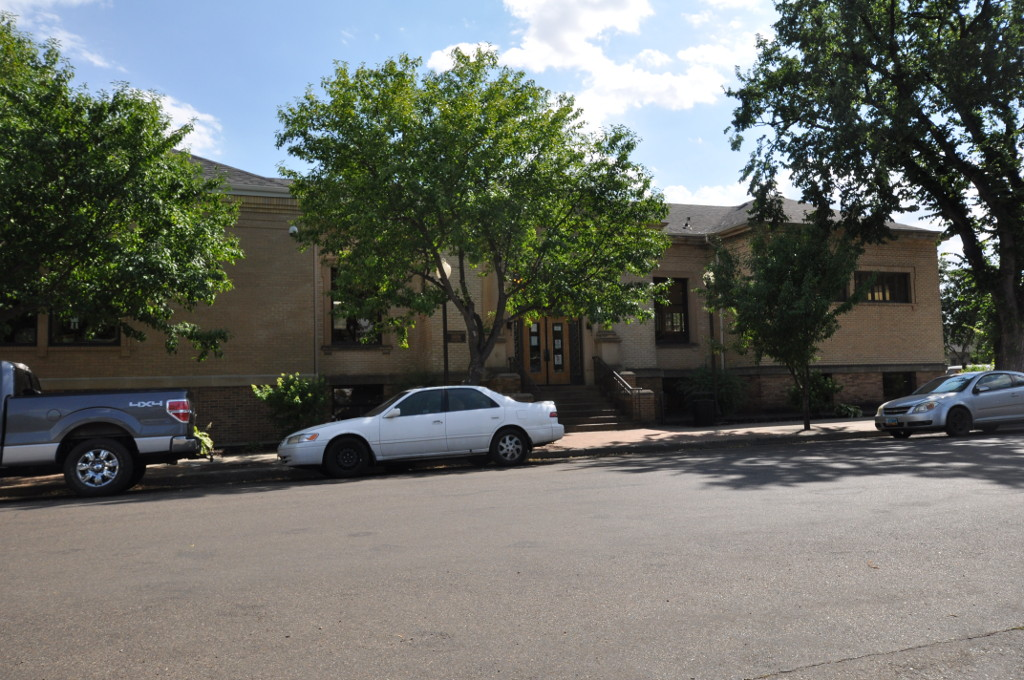
ディッキンソン地域公共図書館

ディッキンソン地域公共図書館は市中心部、3rdストリート・ウェストと2ndアベニュー・ウェストの南東角に立地している。同館は1910年に建てられたカーネギー図書館で、その後も建て替えや移転はせず、増築や改修で対応してきた。この図書館は、2008年に国家歴史登録財に指定された。また、同館はスターク郡内、さらには近隣のビリングス郡やスロープ郡でも移動図書館を開いている。

## 文化と名所

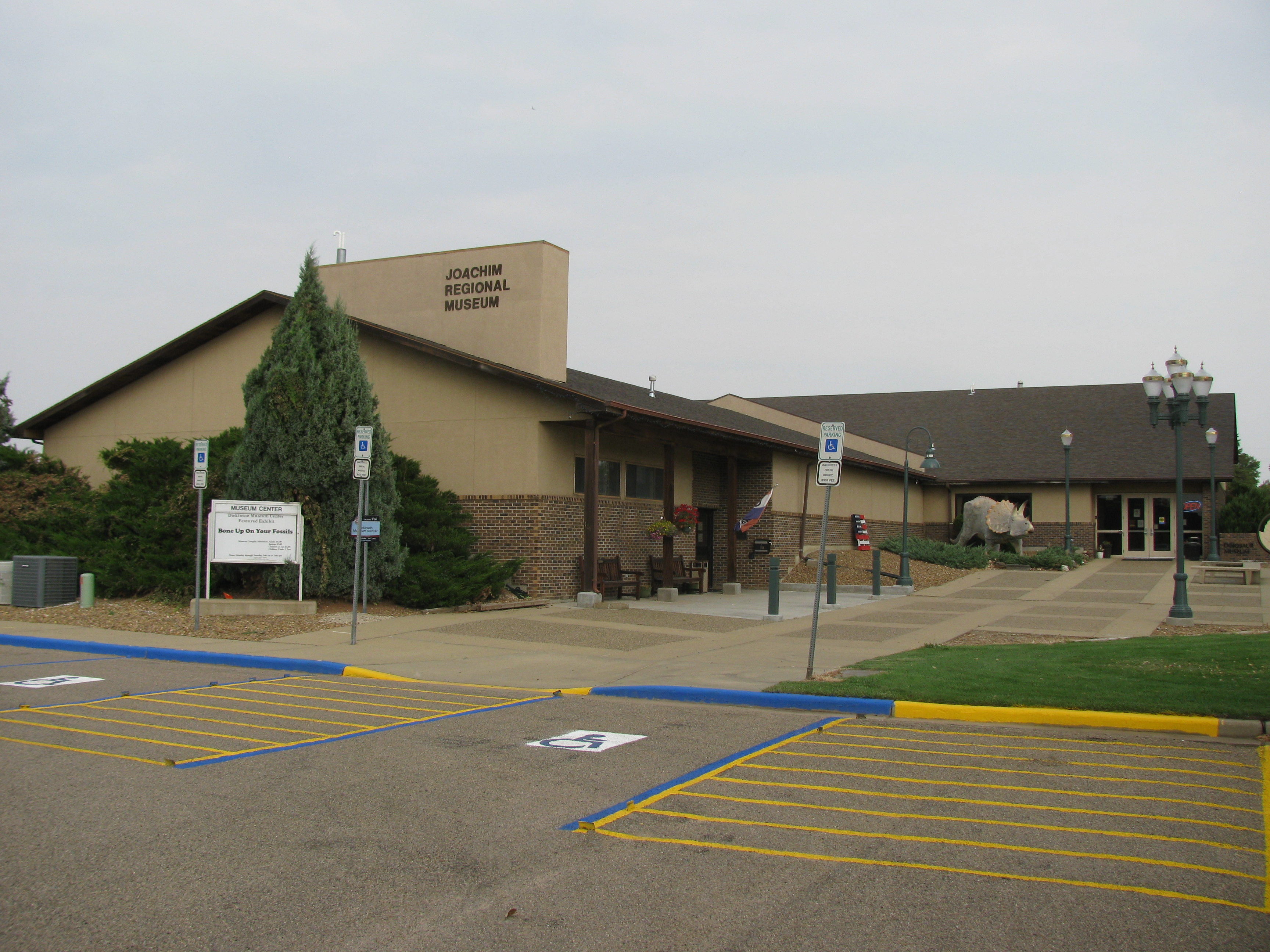
ディッキンソン博物館センター

ディッキンソン博物館センターは市中心部の北、I-94の61番出口の近くに立地している。同センターは12エーカー（48,600m2）の敷地を有し、バッドランズ恐竜博物館、ジョアキム地域博物館、プレーリー・アウトポスト・パーク、および開拓者機械ホールの4館から成っている。バッドランズ恐竜博物館は恐竜の化石の収蔵及び展示においてはノースダコタ州最大級を誇り、トリケラトプスの頭蓋骨や、6体の全身化石を含む、数百点以上の化石を展示している。また、同館では鉱物の展示や、手で触れて学ぶことのできる展示物もある。ジョアキム地域博物館は「プレーリーの女王都市」と呼ばれるディッキンソンや、ノースダコタ州南西部の歴史に関する事物を収蔵・展示している。敷地の大部分を占めるプレーリー・アウトポスト・パークは、州南西部における歴史的・民族的な建造物を再現した野外博物館で、メモリアル・デーからレイバー・デーまでの夏季のみ一般公開される。開拓者機械ホールは、歴史的な農業機械を収蔵・展示するもので、プレーリー・アウトポスト・パークと同様、メモリアル・デーからレイバー・デーまで一般公開される。
市中心部の西、ディッキンソン州立大学のキャンパスの南にはウクライナ文化研究所が立地する。同研究所は1980年に、ノースダコタ州のウクライナ系住民がウクライナの文化保全を目的に、ディッキンソン州立大学との合意の下に設立したものである。同館は「プィーサンカ」と呼ばれる、ウクライナ伝統の装飾を施したイースターエッグをはじめとする、ウクライナの民族芸術や、文化的・宗教的事物の展示を行い、図書館も有している。また、同館はウクライナの国民食であるピエロギの製造・販売も行っている。大斎の時期には、同館では大斎料理も供される。同館はウクライナ伝統のダンス等が披露される、文化的なイベントも行っている。

## 人口動態

### 都市圏
ディッキンソンの都市圏を形成する各郡の人口は以下の通りである（2020年国勢調査）。
ディッキンソン小都市圏
| 郡           | 州             | 人口     |
| ------------ | -------------- | -------- |
| スターク郡   | ノースダコタ州 | 33,646人 |
| ビリングス郡 | ノースダコタ州 | 945人    |
| 合計         | 合計           | 34,591人 |

### 市域人口推移
以下にディッキンソン市における1890年から2020年までの人口推移をグラフおよび表で示す。
| 統計年 | 人口     |
| ------ | -------- |
| 1890年 | 897人    |
| 1900年 | 2,076人  |
| 1910年 | 3,678人  |
| 1920年 | 4,122人  |
| 1930年 | 5,025人  |
| 1940年 | 5,839人  |
| 1950年 | 7,469人  |
| 1960年 | 9,971人  |
| 1970年 | 12,405人 |
| 1980年 | 15,974人 |
| 1990年 | 16,097人 |
| 2000年 | 16,010人 |
| 2010年 | 17,787人 |
| 2020年 | 25,679人 |

## 註
1. 1 2 3  About the City of Dickinson. City of Dickinson. 2022年1月18日閲覧.
2. ↑  Dickinson: The Queen City; Old nickname for city on the western edge a mystery. The Dickinson Press. 2012年7月7日. 2022年1月18日閲覧.
3. ↑  How Dickinson became the 'Queen City'. KX News. 2018年5月2日. 2022年1月18日閲覧.
4. 1 2 3 4 5 6  History of Dickinson, ND. Dickinson Convention and Visitors Bureau. 2022年1月18日閲覧.
5. ↑  QuickFacts: Dickinson city, North Dakota. U.S. Census Bureau. 2020年.
6. 1 2  QuickFacts. U.S. Census Bureau. 2020年.
7. 1 2  Historical Weather for Dickinson, North Dakota, United States of America. Weatherbase.com. 2022年1月18日閲覧.
8. ↑  Plant Hardiness Zone Map. United States Department of Agriculture. 2022年1月18日閲覧.
9. ↑  Time Zones in North Dakota. timebie.com. 2022年1月31日閲覧.
10. ↑  City Administrator: Brian Winningham. City of Dickinson. 2022年1月24日閲覧.
11. ↑  City Commission. City of Dickinson. 2022年1月24日閲覧.
12. ↑  Jahfetson, Jackie. Working downtown: Dickinson City Hall welcomes business at new location. The Dickinson Press. 2022年1月24日. 2022年1月31日閲覧.
13. ↑  Dickinson Theodore Roosevelt Rgn'l. Airport Master Record. Federal Aviation Administration. 2021年12月30日. 2022年1月24日閲覧.
14. ↑  Departures / Arrivals. Dickinson Theodore Roosevelt Regional Airport. 2022年1月24日閲覧.
15. ↑  North Dakota. Jefferson Lines. 2022年1月24日閲覧.
16. ↑  North Dakota Route Map. Jefferson Lines. 2022年1月24日閲覧.
17. 1 2  Dickinson State University. U.S. News & World Report. 2021年. 2022年1月24日閲覧.
18. ↑  History of DSU. Dickinson State University. 2022年1月24日閲覧.
19. ↑  Schools and Departments. Dickinson State University. 2022年1月24日閲覧.
20. ↑  Majors and Programs. Dickinson State University. 2022年1月24日閲覧.
21. ↑  Our Schools. Dickinson Public Schools. 2022年1月24日閲覧.
22. ↑  The History of Dickinson Area Library. Dickinson Area Public Library. 2022年1月24日閲覧.
23. ↑  NORTH DAKOTA - Stark County. National Register of Historic Places. 2022年1月24日閲覧.
24. ↑  Bookmobile. Dickinson Area Public Library. 2022年1月24日閲覧.
25. ↑  About Dickinson Museum Center. Dickinson Museum Center. 2022年2月1日閲覧.
26. ↑  A Brief History of the Ukrainian Cultural Institute. Ukrainian Cultural Institute. 2022年2月1日閲覧.
27. ↑  Ukrainian Cultural Institute. Dickinson Convention and Visitors Bureau. 2022年2月1日閲覧.